# Lista de portas dos protocolos TCP e UDP
A controladora de status da porta com as seguintes cores e legendas:
- Oficial se a aplicação e a combinação da porta está no IANA list of port assignments;
- Não-oficial se a aplicação e a combinação de porta não está na lista de portas do IANA; e
- Conflito se a porta é utilizada usualmente por dois ou mais protocolos.
- EPI se a porta é utilizada como padrão interno.

## Portas 0 a 995
| Porta        | Descrição | Status               |
| ------------ | --- | -------------------- |
| 0/TCP,UDP    | Reservada. | Fora de Serviço      |
| 1/TCP,UDP    | TCPMUX (Serviço de porta TCP multiplexador) | Oficial              |
| 5/TCP,UDP    | RJE (Remote Job Entry - Entrada de trabalho remoto) | Oficial              |
| 7/TCP,UDP    | ECHO protocol (Serviço Echo) | Oficial              |
| 9/TCP,UDP    | DISCARD protocol (Serviço zero para teste de conexão) | Oficial              |
| 11/TCP,UDP   | SYSTAT protocol (Serviço de Estado do Sistema para listar as portas conectadas) | Oficial              |
| 13/TCP,UDP   | DAYTIME protocol (Envia data e hora para a máquina requerente) | Oficial              |
| 17/TCP,UDP   | QOTD protocol (Envia a citação do dia para a máquina conectada) | Oficial              |
| 18/TCP,UDP   | Message Send Protocol (Protocolo de envio de mensagem) | Oficial              |
| 19/TCP,UDP   | CHARGEN protocol (Character Generator Protocol - Protocolo de geração de caracter) | Oficial              |
| 20/TCP       | FTP (File Transfer Protocol - Protocolo de transferência de arquivo) - Porta de dados do FTP | Oficial              |
| 21/TCP       | FTP (File Transfer Protocol - Protocolo de transferência de arquivo) - Porta do Protocolo de Transferência de Arquivos                                                                                                 | Oficial              |
| 22/TCP,UDP   | SSH (Secure Shell - Shell seguro) - Usada para logins seguros, transferência de arquivos e redirecionamento de porta                                                                                                   | Oficial              |
| 23/TCP,UDP   | Telnet protocol - Comunicação de texto sem encriptação | Oficial              |
| 25/TCP,UDP   | SMTP (Simple Mail Transfer Protocol - Protocolo simples de envio de e-mail) - usada para roteamento de e-mail entre servidores (Atualmente é utilizada a porta 587,conforme Comitê Gestor da Internet no Brasil CGI.br | Oficial              |
| 26/TCP,UDP   | RSFTP - protocolo similar ao FTP | Não-oficial          |
| 35/TCP,UDP   | QMS Magicolor 2 printer | Não-oficial          |
| 37/TCP,UDP   | TIME protocol (Protocolo de Tempo) | Oficial              |
| 38/TCP,UDP   | Route Access Protocol (Protocolo de Acesso ao roteador) | Oficial              |
| 39/TCP,UDP   | Resource Location Protocol (Protocolo de localização de recursos) | Oficial              |
| 41/TCP,UDP   | Graphics (gráficos) | Oficial              |
| 42/TCP,UDP   | Host Name Server (Servidor do Nome do Host) | Oficial              |
| 42/TCP,UDP   | WINS | Não-oficial/Conflito |
| 43/TCP       | WHOIS (protocolo de consulta de informações de contato e DNSprotocol) | Oficial              |
| 49/TCP,UDP   | TACACS Login Host protocol(Protocolo de Login no Host) | Oficial              |
| 53/TCP,UDP   | DNS (Domain Name System - Sistema de nome de domínio) | Oficial              |
| 57/TCP       | MTP, Mail Transfer Protocol (Protocolo de transferência de e-mail) |                      |
| 67/UDP       | BOOTP (BootStrap Protocol) server; também utilizada por DHCP (Protocolo de configuração dinâmica do Host) | Oficial              |
| 68/UDP       | BOOTP client; também utilizada por DHCP | Oficial              |
| 69/UDP       | TFTP(Trivial File Transfer Protocol) (Protocolo de transferência de arquivo trivial) | Oficial              |
| 70/TCP       | Gopher (Protocolo para indexar repositórios) | Oficial              |
| 79/TCP       | Finger protocol (Serviço finger para informações de contato do usuário) | Oficial              |
| 80/TCP       | HTTP (HyperText Transfer Protocol - Procolo de transferência de HiperTexto) - usada para transferir páginas WWW | Oficial              |
| 80/TCP       | HTTP Alternate (HyperText Transfer Protocol - Protocolo de transferência de HiperTexto) | Oficial              |
| 81/TCP       | Skype protocol | Oficial              |
| 81/TCP       | Torpark - Onion routing ORport | Não-oficial          |
| 82/UDP       | Torpark - Control Port | Não-oficial          |
| 88/TCP       | Kerberos (Protocolo de comunicações individuais seguras e identificadas) - authenticating agent | Oficial              |
| 101/TCP      | HOSTNAME (Serviços de nomes para máquinas SRI-NIC) |                      |
| 102/TCP      | ISO-TSAP protocol (Aplicações de rede do Ambiente de Desenvolvimento ISO (ISODE) |                      |
| 107/TCP      | Remote Telnet Service (Serviço remoto Telnet) |                      |
| 109/TCP      | POP (Post Office Protocol): Protocolo de Correio Eletrônico, versão 2 |                      |
| 110/TCP      | POP3 (Post Office Protocol version 3): Protocolo de Correio Eletrônico, versão 3 - usada para recebimento de e-mail | Oficial              |
| 111/TCP,UDP  | sun protocol (Protocolo da Chamada de Procedimento Remoto (RPC) para execução de comandos remotos, usado pelo Sistema de Arquivo de Rede (NFS)                                                                         | Oficial              |
| 113/TCP      | ident - antigo identificador de servidores, ainda usada em servidores IRC para identificar seus usuários | Oficial              |
| 115/TCP      | SFTP, (Simple File Transfer Protocol) (Protocolo de simples transferência de arquivo) |                      |
| 117/TCP      | UUCP-PATH (Serviços da Localidade do Protocolo de Cópia Unix-para-Unix) |                      |
| 118/TCP,UDP  | SQL Services | Oficial              |
| 119/TCP      | NNTP (Network News Transfer Protocol) (Protocolo de transferência de notícias na rede) - usada para recebimento de mensagens de newsgroups                                                                             | Oficial              |
| 123/UDP      | NTP (Network Time Protocol) (Protocolo de tempo na rede) - usada para sincronização de horário | Oficial              |
| 135/TCP,UDP  | EPMAP (End Point Mapper) / Microsoft RPC Locator Service (Microsoft RPC Serviço de localização) | Oficial              |
| 137/TCP,UDP  | NetBIOS NetBIOS Name Service | Oficial              |
| 138/TCP,UDP  | NetBIOS NetBIOS Datagram Service (Serviço de datagrama NetBios) | Oficial              |
| 139/TCP,UDP  | NetBIOS NetBIOS Session Service (Serviço de sessão NetBios) | Oficial              |
| 143/TCP,UDP  | IMAP4 (Internet Message Access Protocol 4) (Protocolo de Acesso a mensagens na Internet) - usada para recebimento de e-mail                                                                                            | Oficial              |
| 152/TCP,UDP  | BFTP, Background File Transfer Program (Protocolo de transferência de arquivo em Background(fundo) |                      |
| 153/TCP,UDP  | SGMP, Simple Gateway Monitoring Protocol (Protocolo de simples monitoramento do gateway) |                      |
| 156/TCP,UDP  | SQL Service (Serviço SQL) | Oficial              |
| 158/TCP,UDP  | DMSP, Distributed Mail Service Protocol (Protocolo de serviço de e-mail distribuído) |                      |
| 161/TCP,UDP  | SNMP (Simple Network Management Protocol) (Protocolo simples de gerenciamento de rede) | Oficial              |
| 162/TCP,UDP  | SNMPTRAP | Oficial              |
| 170/TCP      | Print-srv (Print Server) |                      |
| 179/TCP      | BGP (Border Gateway Protocol)(Protocolo de Gateway de Borda) | Oficial              |
| 194/TCP      | IRC (Internet Relay Chat) | Oficial              |
| 201/TCP,UDP  | AppleTalk Routing Maintenance |                      |
| 209/TCP,UDP  | The Quick Mail Transfer Protocol (Protocolo de rápida transferência de mail) |                      |
| 213/TCP,UDP  | IPX (Internetwork Packet Exchange) (Troca de pacote na área de trabalho da internet) | Oficial              |
| 218/TCP,UDP  | MPP, Message Posting Protocol (Protocolo de postagem de mensagem) |                      |
| 220/TCP,UDP  | IMAP, Interactive Mail Access Protocol, version 3 (Protocolo de acesso interativo ao mail) |                      |
| 259/TCP,UDP  | ESRO, Efficient Short Remote Operations (Operações remotas de curta eficiência) |                      |
| 264/TCP,UDP  | BGMP, Border Gateway Multicast Protocol |                      |
| 311/TCP      | Apple Server-Admin-Tool, Workgroup-Manager-Tool, (Ferramenta de gerenciamento de workgroup) |                      |
| 318/TCP,UDP  | TSP, Time Stamp Protocol |                      |
| 323/TCP,UDP  | IMMP, Internet Message Mapping Protocol (Protocolo de mapeamento de mensagem da internet) |                      |
| 383/TCP,UDP  | HP OpenView HTTPs Operations Agent |                      |
| 366/TCP,UDP  | SMTP, Simple Mail Transfer Protocol (Protocolo de simples transferência de mail). ODMR, On-Demand Mail Relay |                      |
| 369/TCP,UDP  | Rpc2portmap | Oficial              |
| 371/TCP,UDP  | ClearCase albd | Oficial              |
| 384/TCP,UDP  | A Remote Network Server System (Sistema servidor de rede remota) |                      |
| 387/TCP,UDP  | AURP, AppleTalk Update-based Routing Protocol |                      |
| 389/TCP,UDP  | LDAP (Lightweight Directory Access Protocol)(Protocolo de acesso a diretório lightweight) | Oficial              |
| 401/TCP,UDP  | UPS Uninterruptible Power Supply (Suprimento de potência Ininterruptível) | Oficial              |
| 411/TCP      | Direct Connect (Rede de conexão direta, Conexão direta) Hub port | Não-oficial          |
| 412/TCP      | Direct Connect Client-To-Client port | Não-oficial          |
| 427/TCP,UDP  | SLP (Service Location Protocol) (Protocolo de serviço de localização) | Não-oficial          |
| 443/TCP      | HTTPS - HTTP Protocol over TLS/SSL (transmissão segura)(Camada de transporte seguro) | Oficial              |
| 444/TCP,UDP  | SNPP, Simple Network Paging Protocol (Protocolo simples de paging de rede) |                      |
| 445/TCP      | Microsoft-DS (Active Directory, Windows shares, Sasser (vírus), Agobot, Zobotworm | Oficial              |
| 445/UDP      | Microsoft-DS SMB (Bloco de mensagem de servidor) file sharing | Oficial              |
| 464/TCP,UDP  | Kerberos Change/Set password | Oficial              |
| 465/TCP      | SMTP over SSL - Conflito registrado com protocolo Cisco | Conflito             |
| 500/TCP,UDP  | ISAKMP, IKE-Internet Key Exchange | Oficial              |
| 502/TCP,UDP  | Modbus, Protocol |                      |
| 512/TCP      | exec, Remote Process Execution (Processo de execução remota) |                      |
| 512/UDP      | comsat, together with biff: notifica usuários acerca de novos e-mail's não lidos |                      |
| 513/TCP      | Login |                      |
| 513/UDP      | Who |                      |
| 514/TCP      | rsh protocol(protocolo de shell remoto) - usado para executar linha de comando não interativa em sistema remoto e visualizar a tela de retorno                                                                         |                      |
| 514/UDP      | syslog protocol - usado para log do sistema | Oficial              |
| 515/TCP      | Line Printer Daemon protocol - usada em servidores de impressão LPD |                      |
| 517/UDP      | Talk |                      |
| 518/UDP      | NTalk |                      |
| 520/TCP      | efs |                      |
| 520/UDP      | Routing - RIP (Protocolo de informação do roteador) | Oficial              |
| 513/UDP      | Router |                      |
| 524/TCP,UDP  | NetWare Core Protocol (NCP) (Protocolo de core do NetWare) | Oficial              |
| 525/UDP      | Timed, Timeserver |                      |
| 530/TCP,UDP  | RPC (Procedimento de chamada remota) | Oficial              |
| 531/TCP,UDP  | AOL Instant Messenger, IRC Mensageiro instantâneo AOL | Não-oficial          |
| 532/TCP      | netnews |                      |
| 533/UDP      | netwall, For Emergency Broadcasts |                      |
| 540/TCP      | UUCP (Unix-to-Unix Copy Protocol) | Oficial              |
| 542/TCP,UDP  | commerce (Commerce Applications) | Oficial              |
| 543/TCP      | klogin, Kerberos login |                      |
| 544/TCP      | kshell, Kerberos Remote shell |                      |
| 546/TCP,UDP  | DHCPv6 client |                      |
| 547/TCP,UDP  | DHCPv6 server |                      |
| 548/TCP      | AFP (Apple Filing Protocol) (Protocolo de arquivamento da Apple) |                      |
| 550/UDP      | new-rwho, new-who |                      |
| 554/TCP,UDP  | RTSP (Real Time Streaming Protocol) (Protocolo de streaming em tempo real) | Oficial              |
| 556/TCP      | Remotefs, rfs, rfs_server |                      |
| 560/UDP      | rmonitor, Remote Monitor (Monitor remoto) |                      |
| 561/UDP      | monitor |                      |
| 563/TCP,UDP  | NNTP protocol over TLS/SSL (NNTPS) | Oficial              |
| 587/TCP      | email message submission (SMTP) (RFC 2476) | Oficial              |
| 591/TCP      | FileMaker 6.0 Web Sharing (alternativa ao HTTP) | Oficial              |
| 593/TCP,UDP  | HTTP RPC Ep Map | Oficial              |
| 604/TCP      | TUNNEL |                      |
| 631/TCP,UDP  | IPP, (Internet Printing Protocol) (Protocolo de impressão na internet) |                      |
| 636/TCP,UDP  | LDAP sobre SSL | Oficial              |
| 639/TCP,UDP  | MSDP, Multicast Source Discovery Protocol (Protocolo de descoberta de fonte multicast) |                      |
| 646/TCP      | LDP, Label Distribution Protocol (Protocolo de distribuição de rótulo) |                      |
| 647/TCP      | DHCP Failover Protocol |                      |
| 648/TCP      | RRP, Registry Registrar Protocol (Protocolo de registro) |                      |
| 652/TCP      | DTCP, Dynamic Tunnel Configuration Protocol (Protocolo de configuração dinâmica de túnel) |                      |
| 654/TCP      | AODV, Ad hoc On-Demand Distance Vector |                      |
| 665/TCP      | sun-dr, Remote Dynamic Reconfiguration (Reconfiguração remota dinâmica) | Não-oficial          |
| 666/UDP      | Doom, First online first-person shooter |                      |
| 674/TCP      | ACAP, Application Configuration Access Protocol (Protocolo de acesso a configuração da aplicação) |                      |
| 691/TCP      | MS Exchange Routing | Oficial              |
| 692/TCP      | Hyperwave-ISP |                      |
| 694/UDP      | Linux-HA High availability Heartbeat port | Não-oficial          |
| 695/TCP      | IEEE-MMS-SSL |                      |
| 698/TCP      | OLSR, Optimized Link State Routing |                      |
| 699/TCP      | Access Network |                      |
| 700/TCP      | EPP, Extensible Provisioning Protocol (Protocolo de provisionamento extensível) |                      |
| 701/TCP      | LMP, Link Management Protocol (Protoloco de gerenciamento de link) |                      |
| 702/TCP      | IRIS over BEEP |                      |
| 706/TCP      | SILC, Secure Internet Live Conferencing (Conferência ao vivo da seguraça da internet) |                      |
| 711/TCP      | TDP, Tag Distribution Protocol (Protocolo de distribuição de marcadores) |                      |
| 712/TCP      | TBRPF, Topology Broadcast based on Reverse-Path Forwarding |                      |
| 720/TCP      | SMQP, Simple Message Queue Protocol (Protocolo de simples mensagem em fila) |                      |
| 749/TCP, UDP | kerberos-adm, Kerberos administration |                      |
| 750/UDP      | Kerberos version IV |                      |
| 782/TCP      | Conserver serial-console management server |                      |
| 829/TCP      | CMP (Certificate Management Protocol) |                      |
| 860/TCP      | iSCSI |                      |
| 873/TCP      | rsync File synchronisation protocol | Oficial              |
| 901/TCP      | Samba Web Administration Tool (SWAT) | Não-oficial          |
| 902          | VMware Server Console | Não-oficial          |
| 904          | VMware Server Alternate (se a porta 902 estiver em uso - ex: SUSE linux) | Não-oficial          |
| 911/TCP      | Network Console on Acid (NCA) - local tty redirection over OpenSSH |                      |
| 981/TCP      | SofaWare Technologies Remote HTTPS management for firewall devices running embedded Checkpoint Firewall-1 software | Não-oficial          |
| 989/TCP,UDP  | FTP Protocol (data) over TLS/SSL | Oficial              |
| 990/TCP,UDP  | FTP Protocol (control) over TLS/SSL | Oficial              |
| 991/TCP,UDP  | NAS (Netnews Admin System) |                      |
| 992/TCP,UDP  | Telnet protocol over TLS/SSL | Oficial              |
| 993/TCP      | IMAP4 sobre SSL (transmissão segura) | Oficial              |
| 995/TCP      | POP3 sobre SSL (transmissão segura) | Oficial              |

## Portas 1058 a 47808
| Porta             | Descrição | Status                       |
| ----------------- | --- | ---------------------------- |
| 10001/tcp         | nim AIX Network Installation Manager | Oficial                      |
| 1059/tcp          | nimreg | Oficial                      |
| 1080/tcp          | SOCKS proxy | Oficial                      |
| 1099/tcp          | RMI Registry | Oficial                      |
| 1099/udp          | RMI Registry | Oficial                      |
| 1109/tcp          | Kerberos POP |                              |
| 1167/udp          | phone, conference calling |                              |
| 1176/tcp          | Perceptive Automation Indigo home control server | Oficial                      |
| 1182/tcp,udp      | AcceleNet | Oficial                      |
| 1194/udp          | OpenVPN | Oficial                      |
| 1198/tcp,udp      | Cajo project. Transparência dinâmica livre de computação em Java | Oficial                      |
| 1200/udp          | Steam Friends Applet] | Oficial                      |
| 1214/tcp          | Kazaa | Oficial                      |
| 1223/tcp,udp      | TGP: "TrulyGlobal Protocol" aka "The Gur Protocol" | Oficial                      |
| 1234/tcp          | TOTVS | Não-Oficial                  |
| 1241/tcp,udp      | Nessus Security Scanner | Oficial                      |
| 1248/tcp          | NSClient/NSClient++/NC_Net (Nagios) | Não-oficial                  |
| 1270/tcp,udp      | Microsoft Operations Manager 2005 agent (MOM 2005) | Oficial                      |
| 1311/tcp          | Dell Open Manage Https Port | Não-oficial                  |
| 1313/tcp          | Xbiim (Canvii server) Port | Não-oficial                  |
| 1337/tcp          | WASTE Encrypted File Sharing Program | Não-oficial                  |
| 1344/tcp,udp      | ICAP: Internet Content Adaptation Protocol (rfc3507) | Oficial                      |
| 1352/tcp          | IBM Lotus Notes/Domino RPC | Oficial                      |
| 1387/tcp          | Computer Aided Design Software Inc LM (cadsi-lm) | Oficial                      |
| 1387/udp          | Computer Aided Design Software Inc LM (cadsi-lm) | Oficial                      |
| 1414/tcp          | IBM MQSeries | Oficial                      |
| 1431/tcp          | RGTP | Oficial                      |
| 1433/tcp,udp      | Microsoft SQL database system | Oficial                      |
| 1434/tcp,udp      | Microsoft SQL Monitor | Oficial                      |
| 1494/tcp          | Citrix Presentation Server ICA Client | Oficial                      |
| 1512/tcp,udp      | WINS |                              |
| 1514/udp          | OSSEC / fujitsu-dtcns / Protocol Information and Warning |                              |
| 1521/tcp          | nCube License Manager | Oficial                      |
| 1521/tcp          | Oracle database default listener, in future releases official port 2483 | Não-oficial                  |
| 1522/tcp          | Oracle database |                              |
| 1522/udp          | Oracle database |                              |
| 1524/tcp          | ingresslock, ingress |                              |
| 1526/tcp          | Oracle database common alternative for listener | Não-oficial                  |
| 1533/tcp          | IBM Sametime IM - Virtual Places Chat | Oficial                      |
| 1547/tcp          | Laplink | Oficial                      |
| 1547/udp          | Laplink | Oficial                      |
| 1550              | Gadu-Gadu (Direct Client-to-Client) | Não-oficial                  |
| 1581/udp          | Combat-net radio | Oficial                      |
| 1589/udp          | Cisco VQP (VLAN Query Protocol) / VMPS | Não-oficial                  |
| 1627              | iSketch | Não-oficial                  |
| 1677/tcp          | Novell GroupWise clients in client/server access mode |                              |
| 1701/udp          | l2tp, Layer 2 Tunnelling protocol |                              |
| 1716/tcp          | America's Army MMORPG Default Game Port | Oficial                      |
| 1723/tcp          | Microsoft PPTP VPN | Oficial                      |
| 1723/udp          | Microsoft PPTP VPN | Oficial                      |
| 1725/udp          | Valve Steam Client | Não-oficial                  |
| 1755/tcp          | Microsoft Media Services (MMS, ms-streaming) | Oficial                      |
| 1755/udp          | Microsoft Media Services (MMS, ms-streaming) | Oficial                      |
| 1761/tcp,udp      | cft-0 | Oficial                      |
| 1761/tcp          | Novell Zenworks Remote Control utility | Não-oficial                  |
| 1762-1768/tcp,udp | cft-1 to cft-7 | Oficial                      |
| 1812/udp          | RADIUS - protocolo de autenticação |                              |
| 1813/udp          | radacct, (RADIUS) protocolo de conta |                              |
| 1863/tcp          | Windows Live Messenger | Oficial                      |
| 1883/tcp,udp      | Message Queuing Telemetry Transport (MQTT) | Não-oficial                  |
| 1900/udp          | Microsoft SSDP. Habilita a descoberta de dispositivos UPnP | Oficial                      |
| 1935/tcp          | Macromedia Flash Communications Server MX | Oficial                      |
| 1965/tcp          | Protocolo Gemini | Não-Oficial                  |
| 1970/tcp,udp      | Danware Data NetOp Remote Control | Oficial                      |
| 1971/tcp,udp      | Danware Data NetOp School | Oficial                      |
| 1972/tcp,udp      | InterSystems Caché | Oficial                      |
| 1975-77/udp       | Cisco TCO (Documentation) | Oficial                      |
| 1984/tcp          | Big Brother - network monitoring tool | Oficial                      |
| 1985/udp          | Cisco HSRP | Oficial                      |
| 2000/udp          | Cisco SCCP (Skinny) | Oficial                      |
| 2000/tcp          | Cisco SCCP (Skinny) | Oficial                      |
| 2002/tcp          | Cisco Secure Access Control Server (ACS) for Windows | Não-oficial                  |
| 2030              | Oracle Services for Microsoft Transaction Server | Não-oficial                  |
| 2031/tcp          | mobrien-chat - Mike O'Brien <mike@mobrien.com> November 2004 | Official                     |
| 2031/udp          | mobrien-chat - Mike O'Brien <mike@mobrien.com> November 2004 | Official                     |
| 2049/udp          | nfs, NFS Server | Official                     |
| 2049/udp          | shilp | Official                     |
| 2053/tcp          | knetd, Kerberos de-multiplexor |                              |
| 2056/udp          | Civilization 4 multiplayer | Não-oficial                  |
| 2074/tcp          | Vertel VMF SA (i.e. App.. SpeakFreely) | Official                     |
| 2074/udp          | Vertel VMF SA (i.e. App.. SpeakFreely) | Official                     |
| 2082/tcp          | Infowave Mobility Server | Official                     |
| 2082/tcp          | CPanel, default port | Não-oficial                  |
| 2083/tcp          | Secure Radius Service (radsec) | Official                     |
| 2083/tcp          | CPanel default SSL port | Não-oficial                  |
| 2086/tcp          | GNUnet | Official                     |
| 2086/tcp          | WebHost Manager default port | Não-oficial                  |
| 2087/tcp          | WebHost Manager default SSL port | Não-oficial                  |
| 2095/tcp          | CPanel default webmail port | Não-oficial                  |
| 2096/tcp          | CPanel default SSL webmail port | Não-oficial                  |
| 2161/tcp          | ?-APC Agent | Official                     |
| 2181/tcp          | EForward-document transport system | Official                     |
| 2181/udp          | EForward-document transport system | Official                     |
| 2200/tcp          | Tuxanci - Game Server (http://www.tuxanci.org) | Não-oficial[ligação inativa] |
| 2219/tcp          | NetIQ NCAP Protocol | Official                     |
| 2219/udp          | NetIQ NCAP Protocol | Official                     |
| 2220/tcp          | NetIQ End2End | Official                     |
| 2220/udp          | NetIQ End2End | Official                     |
| 2222/tcp          | DirectAdmin's default port | Não-oficial                  |
| 2222/udp          | Microsoft Office X antipiracy network monitor | Não-oficial                  |
| 2301/tcp          | HP System Management Redirect to port 2381 | Não-oficial                  |
| 2302/udp          | ArmA multiplayer (default for game) | Não-oficial                  |
| 2302/udp          | Halo: Combat Evolved multiplayer | Não-oficial                  |
| 2303/udp          | ArmA multiplayer (default for server reporting) (default port for game +1) | Não-oficial                  |
| 2305/udp          | ArmA multiplayer (default for VoN) (default port for game +3) | Não-oficial                  |
| 2369/tcp          | Default port for BMC Software CONTROL-M/Server - Configuration Agent port number - though often changed during installation                                                            | Não-oficial                  |
| 2370/tcp          | Default port for BMC Software CONTROL-M/Server - Port utilized to allow the CONTROL-M/Enterprise Manager to connect to the CONTROL-M/Server - though often changed during installation | Não-oficial                  |
| 2381/tcp          | HP Insight Manager default port for webserver | Não-oficial                  |
| 2400/TCP,UDP      | Age of Empires II - The Conquerors | Oficial                      |
| 2404/tcp          | IEC 60870-5-104 | Official                     |
| 2427/udp          | Cisco MGCP | Official                     |
| 2447/tcp          | ovwdb - OpenView Network Node Manager (NNM) daemon | Official                     |
| 2447/udp          | ovwdb - OpenView Network Node Manager (NNM) daemon | Official                     |
| 2483/tcp,udp      | Oracle database listening port for unsecure client connections to the listener, replaces port 1521                                                                                     | Official                     |
| 2484/tcp,udp      | Oracle database listening port for SSL client connections to the listener | Official                     |
| 2546/tcp,udp      | Vytal Vault - Data Protection Services | Não-oficial                  |
| 2593/tcp,udp      | RunUO - Ultima Online Server (http://www.runuo.com) | Não-oficial[ligação inativa] |
| 2598/tcp          | new ICA - when Session Reliability is enabled, TCP port 2598 replaces port 1494 | Não-oficial                  |
| 2612/tcp,udp      | QPasa from MQSoftware (http://www.mqsoftware.com) | Official[ligação inativa]    |
| 2710/tcp          | XBT Bittorrent Tracker | Não-oficial                  |
| 2710/udp          | XBT Bittorrent Tracker experimental UDP tracker extension | Não-oficial                  |
| 2710/tcp          | Knuddels.de | Não-oficial                  |
| 2735/tcp          | NetIQ Monitor Console | Official                     |
| 2735/udp          | NetIQ Monitor Console | Official                     |
| 2809/tcp          | corbaloc:iiop URL, per the CORBA 3.0.3 specification. Also used by IBM WebSphere Application Server Node Agent                                                                         | Official                     |
| 2809/udp          | corbaloc:iiop URL, per the CORBA 3.0.3 specification. |                              |
| 2944/udp          | Megaco Text H.248 | Não-oficial                  |
| 2945/udp          | Megaco Binary (ASN.1) H.248 | Não-oficial                  |
| 2948/tcp          | WAP-push Multimedia Messaging Service (MMS) | Official                     |
| 2948/udp          | WAP-push Multimedia Messaging Service (MMS) | Official                     |
| 2949/tcp          | WAP-pushsecure Multimedia Messaging Service (MMS) | Official                     |
| 2949/udp          | WAP-pushsecure Multimedia Messaging Service (MMS) | Official                     |
| 2967/tcp          | Symantec AntiVirus Corporate Edition | Não-oficial                  |
| 3000/tcp          | Miralix License server - Conflito com o Grafana | Não-oficial/Conflito         |
| 3000/udp          | Distributed Interactive Simulation (DIS), modifiable default port | Não-oficial                  |
| 3001/tcp          | Miralix Phone Monitor | Não-oficial                  |
| 3002/tcp          | Miralix CSTA | Não-oficial                  |
| 3003/tcp          | Miralix GreenBox API | Não-oficial                  |
| 3004/tcp          | Miralix InfoLink | Não-oficial                  |
| 3006/tcp          | Miralix SMS Client Connector | Não-oficial                  |
| 3007/tcp          | Miralix OM Server | Não-oficial                  |
| 3050/tcp,udp      | gds_db (Interbase/Firebird) | Official                     |
| 3074/tcp,udp      | Xbox Live | Official                     |
| 3128/tcp          | HTTP used by web caches and the default port for the Squid cache | Official                     |
| 3260/tcp          | iSCSI target | Official                     |
| 3305/tcp,udp      | ODETTE-FTP | Official                     |
| 3306/tcp,udp      | MySQL Database system | Official                     |
| 3333/tcp          | Network Caller ID server | Não-oficial                  |
| 3389/tcp          | Microsoft Terminal Server (RDP) officially registered as Windows Based Terminal (WBT)                                                                                                  | Official                     |
| 3396/tcp          | Novell NDPS Printer Agent | Official                     |
| 3689/tcp          | DAAP Digital Audio Access Protocol used by Apple’s iTunes | Official                     |
| 3690/tcp          | Subversion version control system | Official                     |
| 0000/não é seguro | World of Warcraft Online gaming MMORPG | Official                     |
| 3784/tcp          | Ventrilo VoIP program used by Ventrilo | Official                     |
| 3785/udp          | Ventrilo VoIP program used by Ventrilo | Official                     |
| 3872/tcp          | Oracle Management Remote Agent | Não-oficial                  |
| 3900/tcp          | Unidata UDT OS udt_os | Official                     |
| 3945/tcp          | Emcads server service port, a Giritech product used by G/On | Official                     |
| 4000/tcp          | remoteanything |                              |
| 4007/tcp          | PrintBuzzer printer monitoring socket server | Não-oficial                  |
| 4089/udp          | OpenCORE Remote Control Service | Official                     |
| 4089/tcp          | OpenCORE Remote Control Service | Official                     |
| 4093/udp          | PxPlus Client server interface ProvideX | Official                     |
| 4093/tcp          | PxPlus Client server interface ProvideX | Official                     |
| 4096/tcp          | Sitef-Software Express | Não-oficial                  |
| 4100              | WatchGuard Authentication Applet - default port | Não-oficial                  |
| 4111/tcp,udp      | Xgrid | Official                     |
| 4111/tcp          | Microsoft Office SharePoint Portal Server - default administration port | Não-oficial                  |
| 4226/tcp,udp      | Aleph One (computer game) | Não-oficial                  |
| 4224/tcp          | Cisco CDP Cisco discovery Protocol | ???                          |
| 4569/udp          | Inter-Asterisk eXchange - IAX | Não-oficial                  |
| 4662/tcp          | eMule - port often used | Não-oficial                  |
| 4662/tcp          | OrbitNet Message Service | Official                     |
| 4664/tcp          | Google Desktop Search | Não-oficial                  |
| 4672/udp          | eMule - port often used | Não-oficial                  |
| 4894/tcp          | LysKOM Protocol A | Official                     |
| 4899/tcp          | Radmin remote administration tool (program sometimes used as a Trojan horse) | Official                     |
| 5000/tcp          | commplex-main | Official                     |
| 5000/tcp          | UPnP - Windows network device interoperability | Não-oficial                  |
| 5001/tcp          | Slingbox and Slingplayer | Não-oficial                  |
| 5003/tcp          | FileMaker Filemaker Pro | Official                     |
| 5004/udp          | RTP Real-time Transport Protocol | Official                     |
| 5005/udp          | RTP Real-time Transport Protocol | Official                     |
| 5050/tcp          | Yahoo! Messenger Yahoo! Messenger | Official                     |
| 5051/tcp          | ita-agent Symantec Intruder Alert | Official                     |
| 5060/tcp          | Session Initiation Protocol (SIP) | Official                     |
| 5060/udp          | Session Initiation Protocol (SIP) | Official                     |
| 5061/tcp          | Session Initiation Protocol (SIP) over Transport Layer Security (TLS) | Official                     |
| 5093/udp          | SPSS License Administrator (SPSS) | Official                     |
| 5104/tcp          | IBM NetCOOL / IMPACT HTTP Service | Não-oficial                  |
| 5121              | Neverwinter Nights and its mods, such as Dungeon Eternal X | Não-oficial                  |
| 5190/tcp          | ICQ, AOL Instant Messenger e MSN Messenger | Official                     |
| 5222/tcp          | XMPP/Jabber - client connection | Official                     |
| 5223/tcp          | XMPP/Jabber - default port for SSL Client Connection | Não-oficial                  |
| 5269/tcp          | XMPP/Jabber - server connection | Official                     |
| 5351/tcp,udp      | NAT Port Mapping Protocol - client-requested configuration for inbound connections through network address translators                                                                 | Official                     |
| 5353/udp          | mDNS - multicastDNS |                              |
| 5402/tcp,udp      | StarBurst AutoCast MFTP | Official                     |
| 5405/tcp,udp      | NetSupport Manager | Official                     |
| 5432/tcp          | PostgreSQL database system | Official                     |
| 5445/udp          | Cisco Vidéo VT Advantage | ???                          |
| 5495/tcp          | Applix TM1 Admin server | Não-oficial                  |
| 5498/tcp          | Hotline tracker server connection | Não-oficial                  |
| 5499/udp          | Hotline tracker server discovery | Não-oficial                  |
| 5500/tcp          | VNC remote desktop protocol - for incoming listening viewer, Hotline control connection                                                                                                | Não-oficial                  |
| 5501/tcp          | Hotline file transfer connection | Não-oficial                  |
| 5517/tcp          | Setiqueue Proxy server client for SETI@Home project | Não-oficial                  |
| 5555/tcp          | Freeciv multiplay port for versions up to 2.0, Hewlett Packard Data Protector, SAP | Não-oficial                  |
| 5556/tcp          | Freeciv multiplay port | Official                     |
| 5631/tcp          | Symantec pcAnywhere | Official                     |
| 5666/tcp          | NRPE (Nagios) | Não-oficial                  |
| 5667/tcp          | NSCA (Nagios) | Não-oficial                  |
| 5800/tcp          | VNC remote desktop protocol - for use over HTTP | Não-oficial                  |
| 5814/tcp,udp      | Hewlett-Packard Support Automation (HP OpenView Self-Healing Services) - Automação de suporte (HP OpenView Self-Healing Services)                                                      | Official                     |
| 5900/tcp          | VNC remote desktop protocol (used by ARD) | Official                     |
| 5938/tcp,udp      | Team Viewer | Não-oficial                  |
| 6000/tcp          | X11 - used between an X client and server over the network | Official                     |
| 6001/udp          | X11 - used between an X client and server over the network | Official                     |
| 6005/tcp          | Default port for BMC Software CONTROL-M/Server - Socket Port number used for communication between CONTROL-M processes - though often changed during installation                      | Não-oficial                  |
| 6050/tcp          | Brightstor Arcserve Backup Exec | Não-oficial                  |
| 6051/tcp          | Brightstor Arcserve Backup Exec | Não-oficial                  |
| 6112/tcp          | "dtspcd" - a network daemon that accepts requests from clients to execute commands and launch applications remotely                                                                    | Official                     |
| 6112/tcp          | Blizzard's Battle.net gaming service, ArenaNet gaming service | Não-oficial                  |
| 6129/tcp          | Dameware Remote Control | Não-oficial                  |
| 6257/udp          | WinMX (see also 6699) | Não-oficial                  |
| 6346/tcp,udp      | gnutella-svc (FrostWire, Limewire, etc.) | Official                     |
| 6347/tcp,udp      | gnutella-rtr | Official                     |
| 6502/tcp,udp      | Danware Data NetOp Remote Control | Não-oficial                  |
| 6522/tcp          | Gobby (and other libobby-based software) | Não-oficial                  |
| 6543/udp          | Jetnet - default port that the Paradigm Research & Development Jetnet protocol communicates on                                                                                         | Não-oficial                  |
| 6566/tcp          | SANE (Scanner Access Now Easy) - SANE network scanner daemon | Não-oficial                  |
| 6619/tcp,udp      | ODETTE-FTP over TLS/SSL | Official                     |
| 6665-6669/tcp     | Internet Relay Chat | Official                     |
| 6679/tcp          | IRC SSL (Secure Internet Relay Chat) - port often used | Não-oficial                  |
| 6697/tcp          | IRC SSL (Secure Internet Relay Chat) - port often used | Não-oficial                  |
| 6699/tcp          | WinMX (see also 6257) | Não-oficial                  |
| 6881-6999/tcp,udp | BitTorrent full range of ports used most often | Não-oficial                  |
| 6891-6900/tcp,udp | Windows Live Messenger (File transfer) | Official                     |
| 6901/tcp,udp      | Windows Live Messenger (Voice) - (Voz) | Official                     |
| 6969/tcp          | acmsoda | Official                     |
| 6969/tcp          | BitTorrent tracker port | Não-oficial                  |
| 7000/tcp          | Default port for Azureus's built in HTTPS Bittorrent Tracker | Não-oficial                  |
| 7001/tcp          | Default port for BEA WebLogic Server's HTTP server - though often changed during installation                                                                                          | Não-oficial                  |
| 7002/tcp          | Default port for BEA WebLogic Server's HTTPS server - though often changed during installation                                                                                         | Não-oficial                  |
| 7005/tcp,udp      | Default port for BMC Software CONTROL-M/Server and CONTROL-M/Agent's - Agent to Server port though often changed during installation                                                   | Não-oficial                  |
| 7006/tcp,udp      | Default port for BMC Software CONTROL-M/Server and CONTROL-M/Agent's - Server to Agent port though often changed during installation                                                   | Não-oficial                  |
| 7010/tcp          | Default port for Cisco AON AMC (AON Management Console) | Não-oficial                  |
| 7171/tcp          | Tibia |                              |
| 7312/udp          | Sibelius License Server port | Não-oficial                  |
| 7659/tcp,udp      | Polypheny multi-model database system (interface do utilizador) | Não-oficial                  |
| 7707/tcp          | Default port used by Killing Floor game | Oficial                      |
| 7777/tcp          | Default port used by Windows backdoor program tini.exe | Não-oficial                  |
| 7777/udp          | SAMP | Não-oficial                  |
| 8000/tcp          | iRDMI - often mistakenly used instead of port 8080 (The Internet Assigned Numbers Authority (iana.org) officially lists this port for iRDMI protocol)                                  | Official                     |
| 8000/tcp          | Common port used for internet radio streams such as those using SHOUTcast | Não-oficial                  |
| 8002/tcp          | Cisco Systems Unified Call Manager Intercluster Port |                              |
| 8008/tcp          | HTTP Alternate | Official                     |
| 8008/tcp          | IBM HTTP Server default administration port | Não-oficial                  |
| 8010/tcp          | XMPP/Jabber File transfers | Não-oficial                  |
| 8074/tcp          | Gadu-Gadu | Não-oficial                  |
| 8080/tcp          | HTTP Alternate (http_alt) - commonly used for web proxy and caching server, or for running a web server as a non-root user                                                             | Official                     |
| 8080/tcp          | Jakarta Tomcat | Não-oficial                  |
| 8086/tcp          | HELM Web Host Automation Windows Control Panel | Não-oficial                  |
| 8086/tcp          | Kaspersky AV Control Center TCP Port | Não-oficial                  |
| 8087/tcp          | Hosting Accelerator Control Panel | Não-oficial                  |
| 8087/udp          | Kaspersky AV Control Center UDP Port | Não-oficial                  |
| 8090/tcp          | Another HTTP Alternate (http_alt_alt) - used as an alternative to port 8080 | Não-oficial                  |
| 8118/tcp          | Privoxy web proxy - advertisements-filtering web proxy | Official                     |
| 8087/tcp          | SW Soft Plesk Control Panel | Não-oficial                  |
| 8200/tcp          | GoToMyPC | Não-oficial                  |
| 8220/tcp          | Bloomberg | Não-oficial                  |
| 8222              | VMware Server Management User Interface (insecure web interface). See also, port 8333                                                                                                  | Não-oficial                  |
| 8291/tcp          | Winbox - Default port on a MikroTik RouterOS for a Windows application used to administer MikroTik RouterOS                                                                            | Não-oficial                  |
| 8294/tcp          | Bloomberg | Não-oficial                  |
| 8330              | MultiBit HD, | Não-oficial                  |
| 8331              | MultiBit, | Não-oficial                  |
| 8332              | Bitcoin JSON-RPC server | Não-oficial                  |
| 8333              | Bitcoin | Não-oficial                  |
| 8333              | VMware Server Management User Interface (secure web interface). See also, port 8222 | Não-oficial                  |
| 8400              | Commvault Unified Data Management. | Official                     |
| 8443/tcp          | SW Soft Plesk Control Panel | Não-oficial                  |
| 8500/tcp          | ColdFusion Macromedia/Adobe ColdFusion default Webserver port | Não-oficial                  |
| 8767              | TeamSpeak - Default UDP Port | Não-oficial                  |
| 8880              | WebSphere Application Server SOAP Connector port |                              |
| 8888/tcp,udp      | NewsEDGE server | Official                     |
| 8888/tcp          | Sun Answerbook servidor dwhttpd (descontinuado docs.sun.com) | Não-oficial                  |
| 8888/tcp          | GNUmp3d HTTP music streaming and web interface port | Não-oficial                  |
| 9000/tcp          | Buffalo LinkSystem web access | Não-oficial                  |
| 9001              | cisco-xremote router configuration | Não-oficial                  |
| 9001              | Tor network default port | Não-oficial                  |
| 9009              | Pichat Server - P2P chat software de servidor | Official                     |
| 9043/tcp          | WebSphere Application Server Administration Console secure port |                              |
| 9060/tcp          | WebSphere Application Server Administration Console |                              |
| 9100/tcp          | Jetdirect HP Print Services | Official                     |
| 9101              | Bacula Director | Official                     |
| 9102              | Bacula File Daemon | Official                     |
| 9103              | Bacula Storage Daemon | Official                     |
| 9200/tcp          | wap-wsp |                              |
| 9535/tcp          | man, Remote Man Server |                              |
| 9535              | mngsuite - Management Suite Remote Control | Official                     |
| 9800/tcp,udp      | WebDav Source Port | Official                     |
| 9800              | WebCT e-learning portal | Não-oficial                  |
| 9999              | Hydranode - edonkey2000 telnet control port | Não-oficial                  |
| 9999              | Urchin Web Analytics | Não-oficial                  |
| 10000             | Webmin - web based Linux admin tool | Não-oficial                  |
| 10000             | BackupExec | Não-oficial                  |
| 10008             | Octopus Multiplexer - CROMP protocol primary port, hoople.org | Official                     |
| 10050/tcp,udp     | Zabbix-Agent | Official                     |
| 10051/tcp,udp     | Zabbix-Server | Official                     |
| 10113/tcp         | NetIQ Endpoint | Official                     |
| 10113/udp         | NetIQ Endpoint | Official                     |
| 10114/tcp         | NetIQ Qcheck | Official                     |
| 10114/udp         | NetIQ Qcheck | Official                     |
| 10115/tcp         | NetIQ Endpoint | Official                     |
| 10115/udp         | NetIQ Endpoint | Official                     |
| 10116/tcp         | NetIQ VoIP Assessor | Official                     |
| 10116/udp         | NetIQ VoIP Assessor | Official                     |
| 10480             | SWAT 4 Dedicated Server | Não-oficial                  |
| 11235             | Savage:Battle for Newerth Server Hosting | Não-oficial                  |
| 11294             | Blood Quest Online Server | Não-oficial                  |
| 11371             | OpenPGP HTTP Keyserver | Official                     |
| 11576             | IPStor Server management communication | Não-oficial                  |
| 12345             | NetBus - remote administration tool (often Trojan horse). Also used by NetBuster. Little Fighter 2 (TCP).                                                                              | Não-oficial                  |
| 12975/tcp         | LogMeIn Hamachi (VPN tunnel software;also port 32976) |                              |
| 13720/tcp         | Symantec NetBackup - bprd |                              |
| 13721/tcp         | Symantec NetBackup]] - bpdbm |                              |
| 13724/tcp         | Symantec Network Utility - vnet |                              |
| 13782/tcp         | Symantec NetBackup - bpcd |                              |
| 13783/tcp         | Symantec VOPIED protocol |                              |
| 14567/udp         | Battlefield 1942 e mods | Não-oficial                  |
| 15000/tcp         | Wesnoth |                              |
| 15567/udp         | Battlefield Vietnam and mods | Não-oficial                  |
| 15345/udp         | XPilot | Official                     |
| 16384/udp         | Iron Mountain Digital - online backup | Não-oficial                  |
| 16567/udp         | Battlefield 2 and mods | Não-oficial                  |
| 19226/tcp         | Panda Software AdminSecure Communication Agent | Não-oficial                  |
| 19813/tcp         | 4D database Client Server Communication | Não-oficial                  |
| 20000             | Usermin - web based user tool | Oficial                      |
| 20720/tcp         | Symantec i3 Web GUI server | Não-oficial                  |
| 22347/tcp,udp     | WibuKey - default port for WibuKey Network Server of WIBU-SYSTEMS AG | Oficial                      |
| 22350/tcp,udp     | CodeMeter - default port for CodeMeter Server of WIBU-SYSTEMS AG | Oficial                      |
| 24800             | Synergy: keyboard/mouse sharing software - software de compartilhamento de teclado / mouse                                                                                             | Não-oficial                  |
| 24842             | StepMania: Online: Dance Dance Revolution Simulator | Não-oficial                  |
| 25565/tcp,udp     | Minecraft: Jogo Online | Não-oficial                  |
| 25575/tcp,udp     | Minecraft: Porta RCON - Jogo Online | Não-oficial                  |
| 25999/tcp         | Xfire | ?                            |
| 26000/tcp,udp     | id Software's Quake server, | Oficial                      |
| 26000/tcp         | CCP's EVE Online Online gaming MMORPG, | Não-oficial                  |
| 27000/udp         | (through 27006) id Software's QuakeWorld master server | Não-oficial                  |
| 27010             | Half-Life and its mods, such as Counter-Strike | Não-oficial                  |
| 27015             | Half-Life and its mods, such as Counter-Strike | Não-oficial                  |
| 27374             | Sub7's default port. Most script kiddies do not change the default port. | Não-oficial                  |
| 27500/udp         | (through 27900) id Software's QuakeWorld | Não-oficial                  |
| 27888/udp         | Kaillera server | Não-oficial                  |
| 27900             | (through 27901) Nintendo Wi-Fi Connection | Não-oficial                  |
| 27901/udp         | (through 27910) id Software's Quake II master server | Não-oficial                  |
| 27960/udp         | (through 27969) Activision's Enemy Territory and id Software's Quake III Arena e Quake III                                                                                             | Não-oficial                  |
| 28910             | Nintendo Wi-Fi Connection | Não-oficial                  |
| 28960             | Call of Duty 2 Common Call of Duty 2 port - (PC Version) | Não-oficial                  |
| 29900             | (through 29901) Nintendo Wi-Fi Connection | Não-oficial                  |
| 29920             | Nintendo Wi-Fi Connection | Não-oficial                  |
| 30000             | Pokemon Netbattle | Não-oficial                  |
| 30564/tcp         | Multiplicity: keyboard/mouse/clipboard sharing software | Não-oficial                  |
| 31337/tcp         | Back Orifice - remote administration tool (often Trojan horse) | Não-oficial                  |
| 31337/tcp         | xc0r3 - xc0r3 security antivir port | Não-oficial                  |
| 31415             | ThoughtSignal - Server Communication Service (often Informational) | Não-oficial                  |
| 31456-31458/tcp   | TetriNET ports (in order: IRC, game, and spectating) | Não-oficial                  |
| 32245/tcp         | MMTSG-mutualed over MMT (encrypted transmission) | Não-oficial                  |
| 32400             | Plex Server | Não-oficial                  |
| 33434             | traceroute | Oficial                      |
| 37777/tcp         | Digital Video Recorder hardware | Não-oficial                  |
| 36963             | Counter Strike 2D porta multiplayer | Não-oficial                  |
| 40000             | SafetyNET p | Oficial                      |
| 43594-43595/tcp   | RuneScape | Não-oficial                  |
| 47808             | BACnet Building Automation and Control Networks | Oficial                      |

## Portas 49152 a 65535
Por definição, não pode haver registro de portas neste intervalo dinâmico.

## Endereços Multi cast
| 228.1.1.20/IP | BACnet | EPI |